# Fumerolle

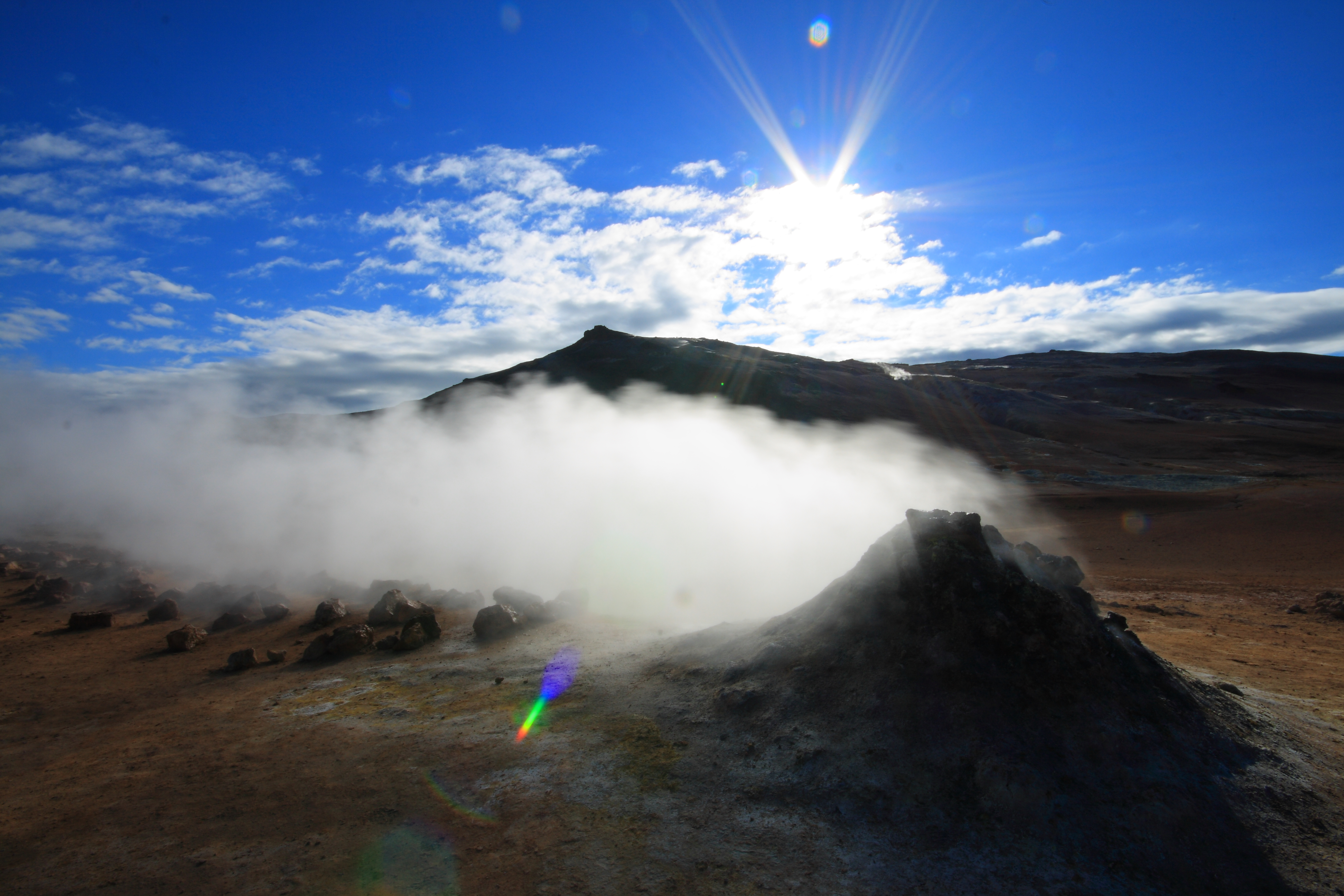
Fumerole à Hverarönd, Islande

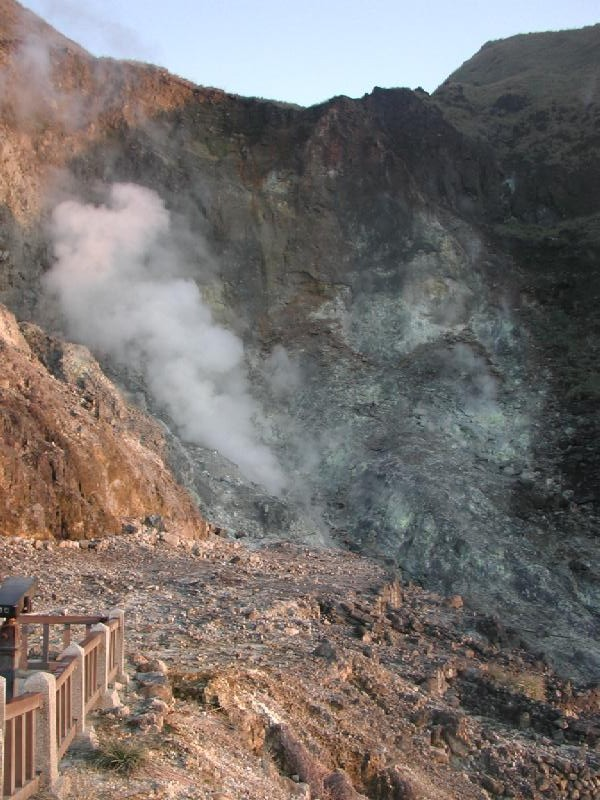
Fumerolle à Yangmingshan, Taïwan

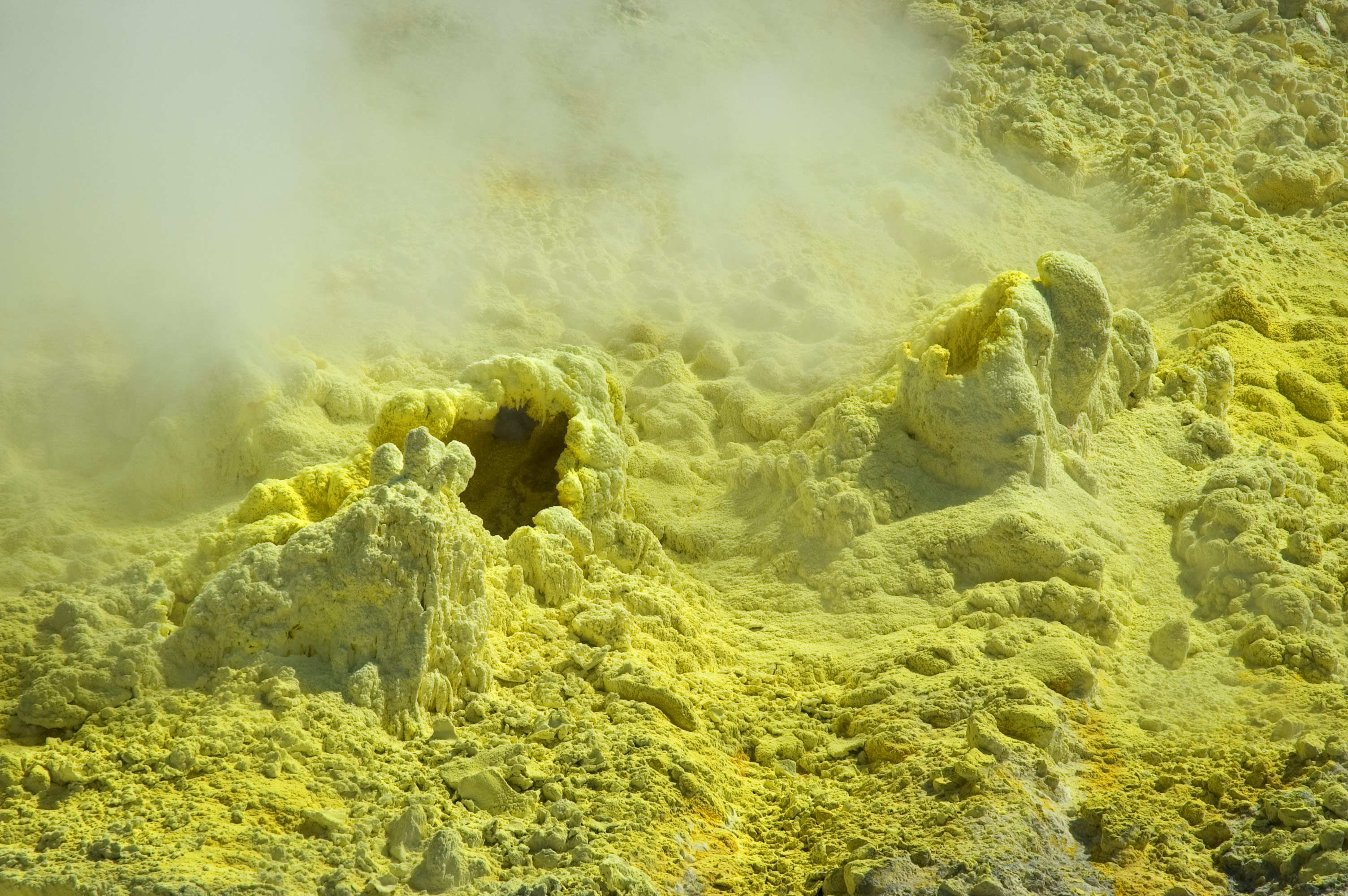
Dépôts de soufre autour d'un champ de fumerolles en Nouvelle-Zélande

Une fumerolle ou fumerole est un petit panache de vapeur sortant de terre, généralement près d'un volcan ou dans une zone volcanique. Les fumerolles contiennent éventuellement quelques particules, des acides (acide sulfurique), des éléments minéraux d'origine magmatique, des traces de métaux à l'état de vapeur comme du mercure.
Au Moyen Âge, on prenait les fumerolles de l'Etna, ou des champs Phlégréens comme marque des portes de l'enfer. Dans la mythologie japonaise, les fumerolles du mont Fuji étaient apparentées à la combustion du contenu d'un flacon contenant une potion d'immortalité, lancé dans le cratère par un ancien empereur japonais.

## Géologie
Le terme de fumerolle recouvre tout phénomène paravolcanique actif d'où s'échappent des gaz ou des vapeurs.
Plusieurs phénomènes différents sont nommés fumerolles,
- les solfatares : il s'agit d'une fumerolle d'où s'échappe du soufre, formant des dépôts solides. Dans certains cas, ces dépôts cristallins s'accumulant réduisent petit à petit l'ouverture de la solfatare. Elles doivent leur nom au cratère de la Solfatare en Italie ;
- la vapeur de certaines sources chaudes ;
- la combustion des gaz carbonés issus des éruptions volcaniques ;
- Autrefois, « mofette » était synonyme de « fumerolle » ; on considère aujourd'hui les mofettes des fumerolles de moins de 150 °C, émettant essentiellement du gaz carbonique ;
- sous la mer, on désigne parfois les panaches de fumeurs noirs de « fumerolle sous-marines ».

## Caractéristiques physiques
La température des fumerolles va de 100 °C à plus de 500 °C. Plus le volcan est actif, plus la température de ses fumerolles augmente, ainsi que leur acidité et leurs émissions de composés soufrés.

## Géographie
Les fumerolles se trouvent dans presque toutes les zones de volcanisme actif.
Aux États-Unis, on en trouve dans le parc national de Yellowstone, dans le parc national de Lassen Volcanic, à Steamboat springs en Californie, dans toute la zone volcanique de l'Alaska, à Hawaï.
La Kamtchatka, en Russie en est aussi riche.
La ceinture de feu du Pacifique présente des fumerolles avec les geysers del Tatio au Chili, dans le nord du Japon, dans la région Yangmingshan à Taïwan, dans la plupart des volcans actifs de l'Amérique centrale (Poás, Irazú, El Chichón, etc), en Argentine et en Bolivie, dans la caldeira de Kamojang, à Sumatra, en Papouasie-Nouvelle-Guinée.
L'océan Atlantique en connait en Islande, sur l'île de Sainte-Lucie, aux Furnas aux Açores.
Dans les zones volcaniques de la vallée du Grand Rift, on en trouve au lac Turkana et à l'Erta Ale.
Autour de la Méditerranée, on trouve des fumerolles en Italie, aux champs Phlégréens et en Sicile, en Turquie et en Grèce.
En Antarctique près du mont Erebus.
Au fond du cratère du volcan Mahawu, en Sulawesi, où ils sont accompagnés par des mares de boue, des petits geysers et un lac acide.

## Composition
La plupart du temps, les fumerolles sont composées de soufre et de ses dérivés, dont l'anhydride sulfureux, l'acide sulfurique et le dioxyde de soufre. On y trouve notamment des gaz carboniques, en particulier le dioxyde de carbone. Des quantités importantes de vapeur d'eau entrent aussi dans la composition.
D'autres éléments géologiques interviennent lors de la formation d'une fumerolle : chlorure de magnésium, fluor, oxyde de fer…

## Prédiction volcanologique
Les fumerolles et les solfatares jouent un rôle important dans le recensement de l'activité d'un volcan. Lorsqu’un volcan entre dans une phase d'activité accrue, le nombre, la température et l'acidité des fumerolles augmentent autour de celui-ci. La remontée de la lave ardente dans la chambre magmatique provoque d'importants dégazages qui forment les fumerolles. Lors de recensements d'activité de certains volcans, les volcanologues échantillonnent les dépôts des fumerolles et utilisent des thermocouples pour mesurer leur température. La quantité de soufre déversée par la fumerolle indique aussi l'activité du volcan, un volcan rejetant plus de soufre augmente son activité. Le papier pH est aussi utilisé pour mesurer l'acidité d'une fumerolle.